# Lagynodes
Lagynodes is een geslacht van vliesvleugelige insecten van de familie Megaspilidae.

## Soorten
- L. acuticornis (Kieffer, 1906)
- L. biroi Szelenyi, 1936
- L. occipitalis Kieffer, 1906
- L. pallidus (Boheman, 1832)
- L. thoracicus Kieffer, 1906